# Sterling Trucks
Sterling Trucks, comunemente denominato Sterling, è stato un produttore di autocarri americano con sede a Redford negli Stati Uniti.

## Storia

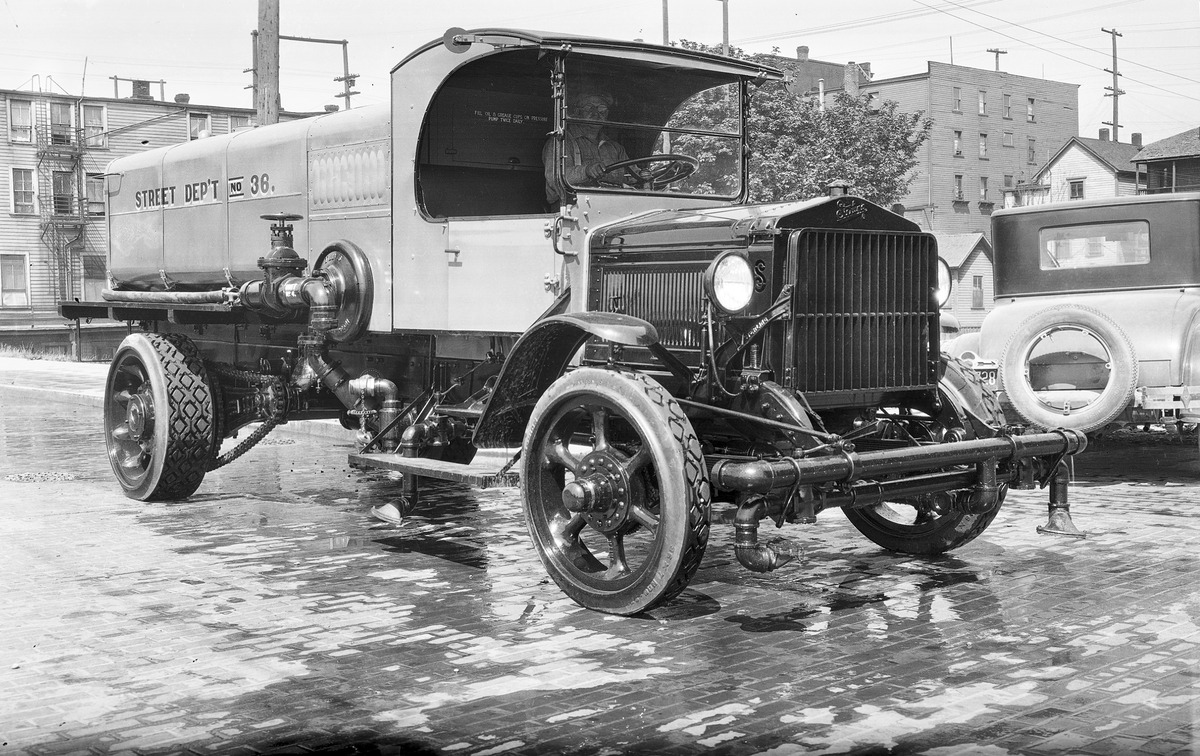
Un camion Sterling per la pulizia delle strade a Seattle

Primi anni di Sterling Motor Truck Company1907-1953
L'azienda fu fondata nel 1907 da William Sternberg come Sternberg Motor Truck Company, mediante la produzione di alcuni modelli di camion con cabina avanzata da 1 a 5 tonnellate. Nel 1914, la società introdusse un autocarro con il cofano e la con trasmissione a catena mentre nel 1916, il fondatore decise di rinominare l'azienda in Sterling. Nel 1917, durante la prima guerra mondiale, l'esercito americano commissionò a Sterling la produzione del camion Liberty Truck di classe B. Dal 1920 al 1929 la gamma di autocarri comprendeva camion da 5 a 7 tonnellate, alimentati da motori a benzina Sterling da 4 cilindri; oltre ai camion da 12 e 20 tonnellate con motori a 6 cilindri. Nel 1931 fu lanciata la serie F con il cofano mentre nel 1932, acquisì il produttore di veicoli antincendio American LaFrance. Nel 1938, l'azienda acquistò le attività produttive della defunta Fageol Truck Co mantenendo la proprietà della rete di distribuzione e cedendo la fabbrica ed i diritti di produzione a Theodore Alfred Peterman, che fondò la Peterbilt Motor Company. Nel 1951, dopo aver costruito camion militari specializzati per la seconda guerra mondiale, l'azienda tentò di convertire questo tipo di camion per uso civile ma a causa della debolezza del mercato, l'azienda dovette essere rilevata dalla White Motor Company. Per un breve periodo, la produzione continuò con il nome Sterling White e nel 1953, il marchio fu ritirato.

### Gestione DaimlerChrysler AG

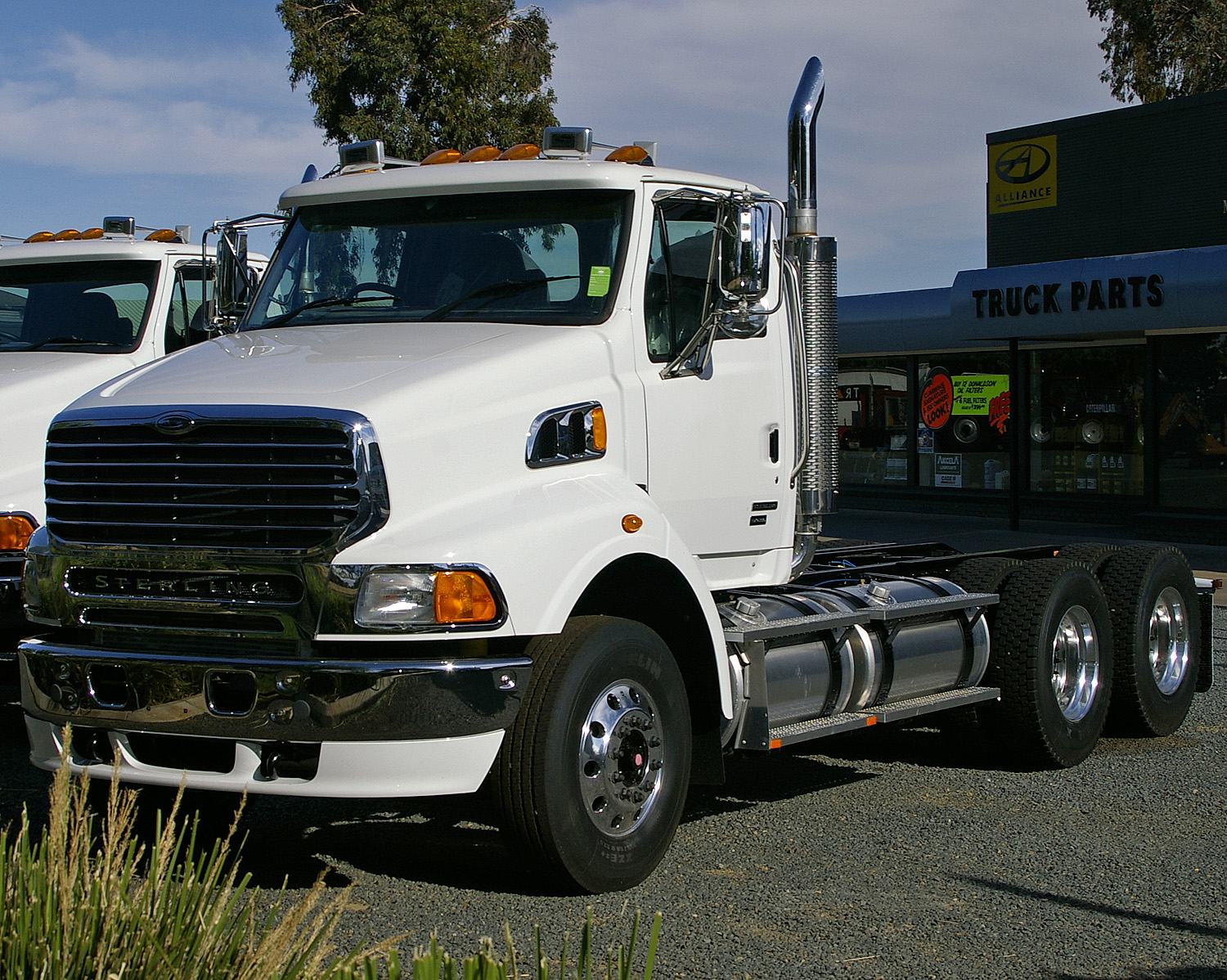
Sterling HX9500 MBE

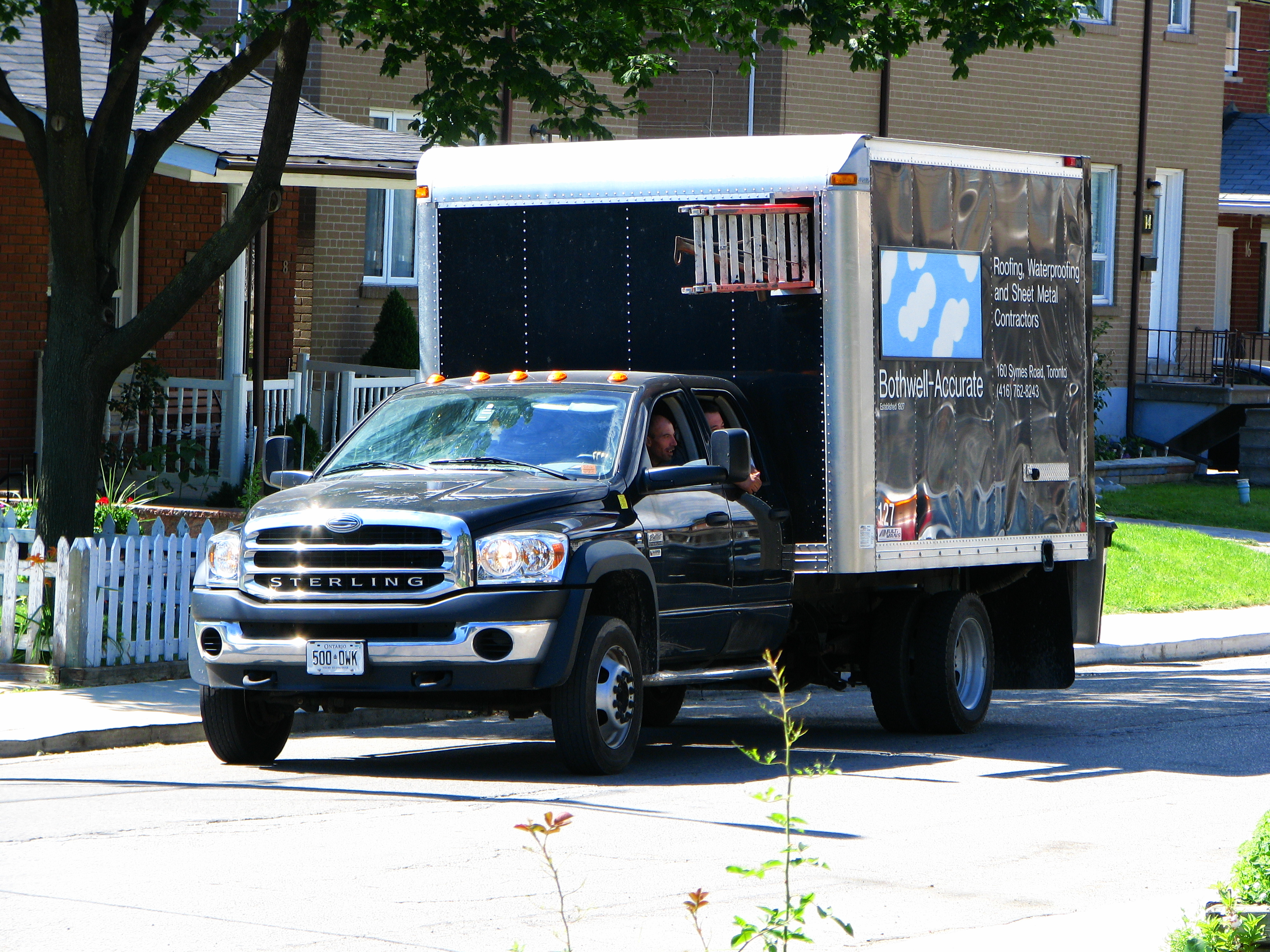
Sterling Bullet

Nel 1997, la produzione di autocarri della Ford, venne acquisita dalla Freightliner LLC Corporation che era di proprietà della Daimler-Benz e successivamente venne commercializzata con il nome Sterling. Dal 2006 al 2007, l'azienda iniziò a vendere i modelli Sterling 360 (derivati dal Mitsubishi Fuso Canter) e Sterling Bullet (derivati dal Dodge 3500). Nel 2009, a seguito della scissione di DaimlerChrysler AG e del ridimensionamento di Daimler AG, il marchio cessò le proprie attività.

## Modelli
Modelli prodotti da 1997 al 2009 da Sterling Trucks:
- Sterling 360 è un rimarchiamento del Mitsubishi Fuso venduto in Canada e U.S.A, oltre che in Europa, Asia, Australia e Nuova Zelanda con il nome di Fuso Canter.
- Sterling A-Line
- Sterling Acterra
- Sterling Bullet
- Sterling L-Line